# The Orville
The Orville (ab 3. Staffel: The Orville – New Horizons) ist eine US-amerikanische Science-Fiction-Fernsehserie, die auf einer Idee von Seth MacFarlane basiert, der auch Regisseur, Drehbuchautor und Hauptdarsteller ist. Sie ist eine Hommage an die Star-Trek-Serien. Nachdem zunächst die Persiflage auf das Vorbild im Vordergrund stand, wandelte The Orville sich im Verlauf zu einer ernsthafteren Serie. Die Erstausstrahlung fand am 10. September 2017 beim US-Sender Fox statt. In Deutschland war die Serie in Erstausstrahlung ab dem 27. Februar 2018 auf dem Sender ProSieben zu sehen. Die zweite Staffel wurde ab dem 17. Juni 2019 ebenfalls auf dem Sender ProSieben ausgestrahlt, die dritte Staffel ist dort am 2. Januar 2023 gestartet.

## Handlung
Im Jahr 2419 übernimmt Ed Mercer das Kommando des Forschungsraumschiffs Orville. Mit seiner aus Menschen und Außerirdischen bestehenden Crew soll er nun verschiedene Abenteuer bestehen. Für Mercer, der gerade eine Scheidung hinter sich hat, ist dies ein vielversprechender Neuanfang, doch dann wird ihm ausgerechnet seine Ex-Frau als erster Offizier zugeteilt.

## Spezies

### Calivon
Die Calivon leben in einem verbotenen Raumsektor und unterhalten dort einen Weltraumzoo, in dem andere primitivere Spezies als Ausstellungsstücke gehalten werden. Die Calivon pflegen nur Kontakte mit Spezies, die auf einem ähnlichen Entwicklungsstand sind.

### Gelee
Gelees bestehen vollständig aus einer gallertartigen Substanz. Ihre Körper können jede physische Form annehmen. Sie vermehren sich durch Mitose, identifizieren sich aber immer noch als männlich oder weiblich.

### Inval
Die Inval sind eine humanoide Spezies, deren Blut in Kontakt mit Stickstoff hochexplosiv ist. Daher besteht ein Abkommen, das ein Zusammentreffen der Inval mit der Union verbietet. Äußerlich sehen die Inval aus wie Menschen, ihr Blut ist allerdings gelb und dickflüssiger.

### Janisi
Matriarchalische Gesellschaft, die Männer als minderwertig ansieht.

### Kaylon
Die Kaylon sind eine Spezies von Androiden mit hoch entwickelter künstlicher Intelligenz. Aufgrund dieser sehen sie sich als biologischen Humanoiden überlegen an. Ihr Aussehen ist grundsätzlich humanoid (2 Arme, 2 Beine, 1 Kopf mit zwei Leuchtpunkten anstelle der Augen). Einst von ihren Erbauern geschaffen, um diesen als künstliche Lebensform zu dienen, lehnten sie sich gegen ihre Herren auf und vernichteten diese. Dank ihrer KI entwickeln sie sich selbständig weiter und werden auf Grund der Erfahrung mit ihren Erbauern zunehmend skeptisch gegenüber jeglichem biologischen Leben. Da sie auch gewisse Schwierigkeiten haben, die Handlungen biologischer Intelligenzen nachzuvollziehen, entschließt ihre anführende Einheit, Kaylon Prime, im Verlauf der Handlung alle biologischen Lebensformen im Universum auszulöschen. Sie beginnen einen verlustreichen Krieg mit der Planetarischen Union. Erst als sie dank der Crew der Orville erkennen, dass nicht alle biologischen Lebensformen so grausam sind wie ihre Erbauer, sind die Kaylon bereit, mit der Planetarischen Union Frieden zu schließen.

### Katrudian
Die Katrudian sind eine sehr redselige blumenartige Spezies.

### Krill
Die Krill sind eine militant und autoritär organisierte, reptiloide Spezies. Aufgrund ihrer religiösen Überzeugung betrachtet die Mehrheit der Krill andere Spezies als seelenlos und minderwertig. Daher befinden sie sich in einem ständigen Konflikt mit praktisch allen anderen Arten, einschließlich der Planetarischen Union. Neben ihrer Aggressivität und ihrem religiösen Fundamentalismus zeichnen sie sich durch eine ungewöhnlich hohe Lichtempfindlichkeit aus. Auf anderen Welten tragen sie Schutzanzüge gegen UV-Strahlung.

### Menschen
Die Menschen (Homo sapiens) sind eine Spezies vom Planeten Erde.

### Moclaner
Die Moclaner sind eine kriegerische Spezies, welche offiziell nur aus Männern besteht. Die Wirtschaft der Moclaner ist auf Waffenentwicklungen spezialisiert. Moclaner legen Eier, die 21 Tage lang ausgebrütet werden. Daraus entsteht im Regelfall ein männlicher Nachkomme, angeblich entsteht jedoch durchschnittlich alle 75 Jahre ein weibliches Neugeborenes, das sofort zum Mann umoperiert wird. Ebenso urinieren Moclaner nur einmal im Jahr und zelebrieren das mit einem Ritual. Tatsächlich gibt es aber eine geheime Kolonie mit über 6000 Moclanerinnen. Als diese von der Planetarischen Union anerkannt und unter deren Schutz gestellt wird, kommt es zu Spannungen zwischen den Moclanern und der Union, aus der diese nach weiterer Eskalation schließlich ausgeschlossen werden und ein Bündnis mit den Krill schließen.

### Regorianer
Die Bewohner von Regor 2 sind Humanoide auf dem technologischen Stand, Botschaften ins All schicken zu können. Beim ersten Kontakt mit der Union offenbart sich, dass ihr Wertesystem auf Astrologie basiert.

### Retepsianer
Die Retepsianer sind eine Spezies mit der Eigenschaft, sehr starke Pheromone auszusenden. In der retepsianischen Kultur gilt es als unhöflich, Angebote für Geschlechtsverkehr abzulehnen.

### Shak’tal
Nachdem die Krill begannen, Welten der Shak’tal zu annektieren, da sie sich aufgrund ihrer Religion dazu im Recht sahen, wurden die Shak’tal zu erbitterten Feinden der Krill, die nach Kämpfen nie Überlebende zurücklassen. Sie scheinen den Krill zumindest ebenbürtig zu sein.

### Xelayaner
Die Xelayaner bewohnen einen Planeten, auf dem die Schwerkraft um ein Vielfaches höher ist als auf der Erde. Dadurch sind Xelayaner in Umgebungen, die der Erde angepasst sind, kräftiger und schneller als andere Spezies. Sie sehen – mit Ausnahme der Ohren und der hakenähnlichen Wülste auf Nase und Stirn – wie Menschen aus.

## Besetzung und Synchronisation

Die Hauptdarsteller
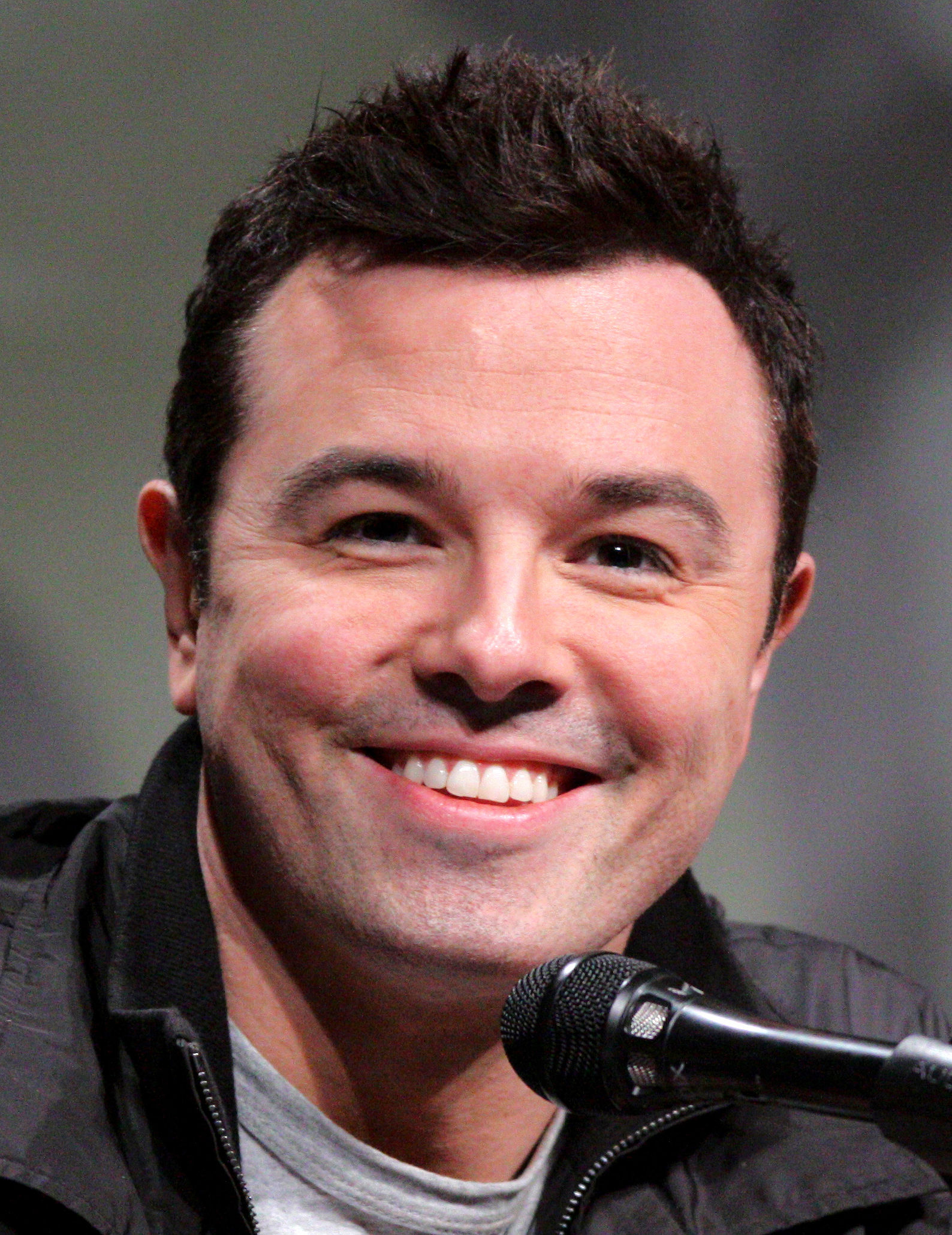
Seth MacFarlane
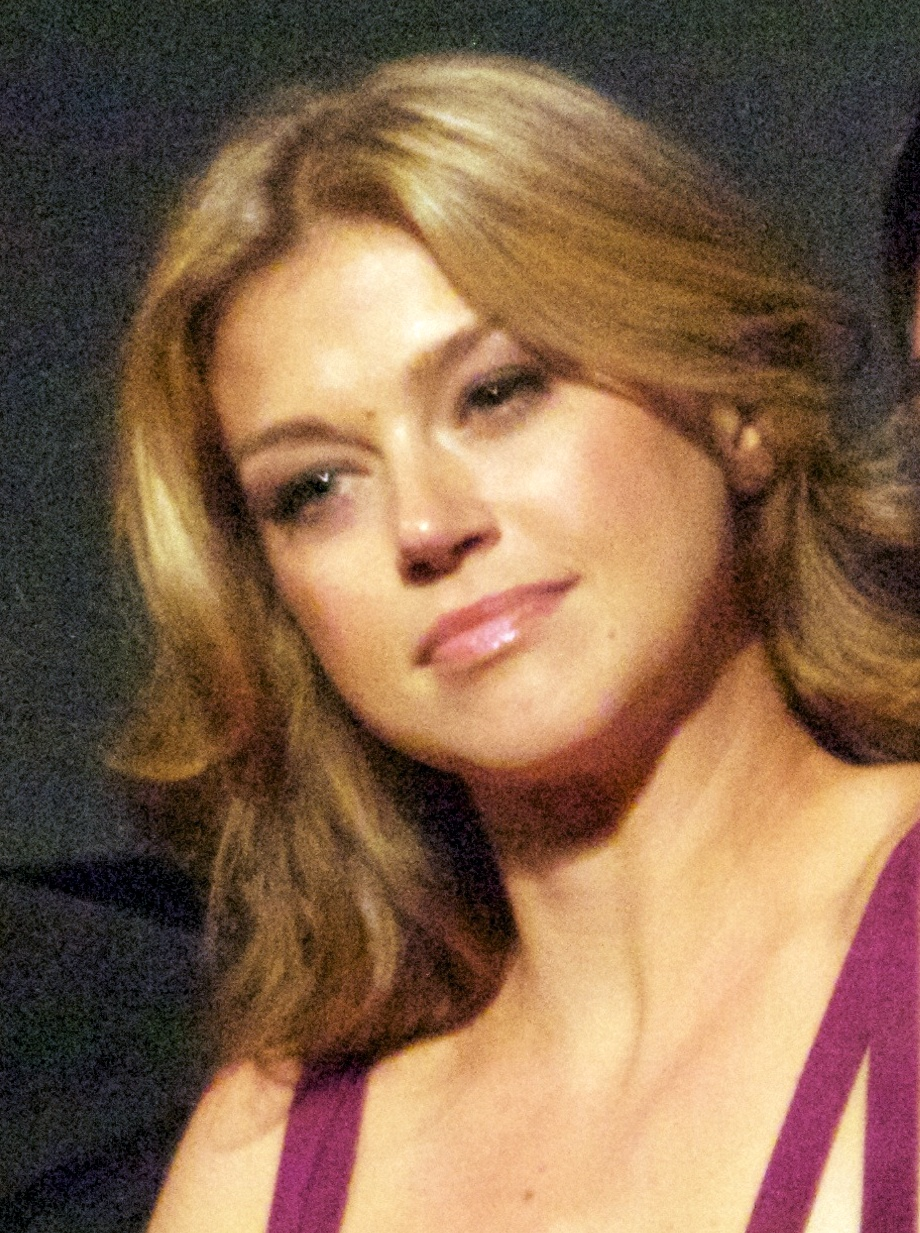
Adrianne Palicki
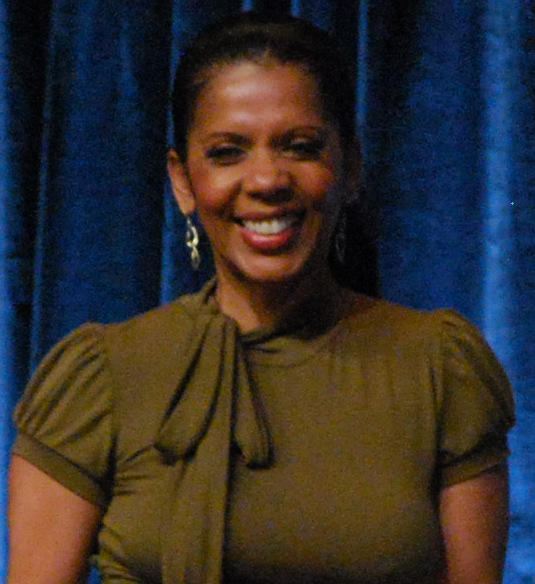
Penny Johnson Jerald
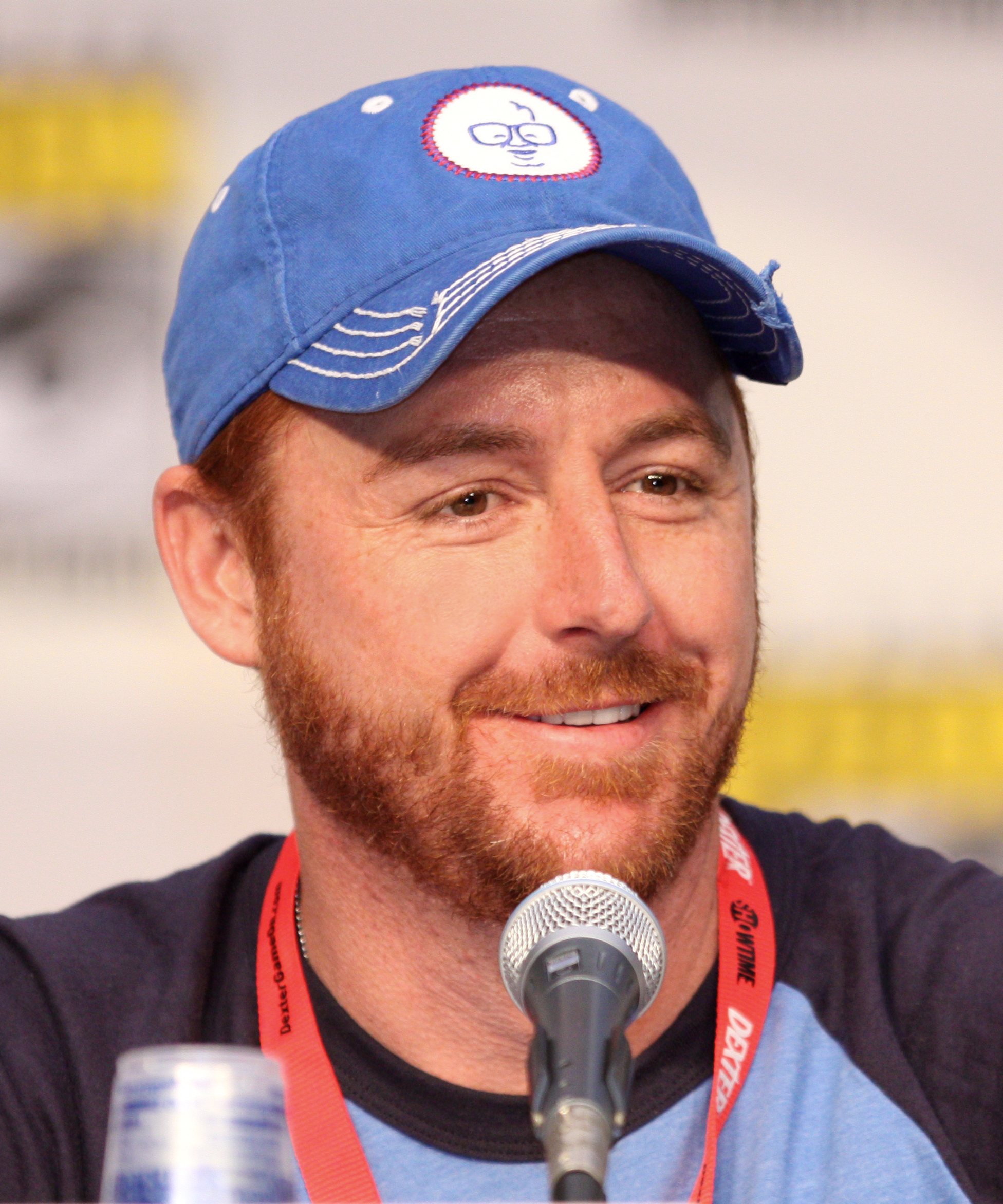
Scott Grimes
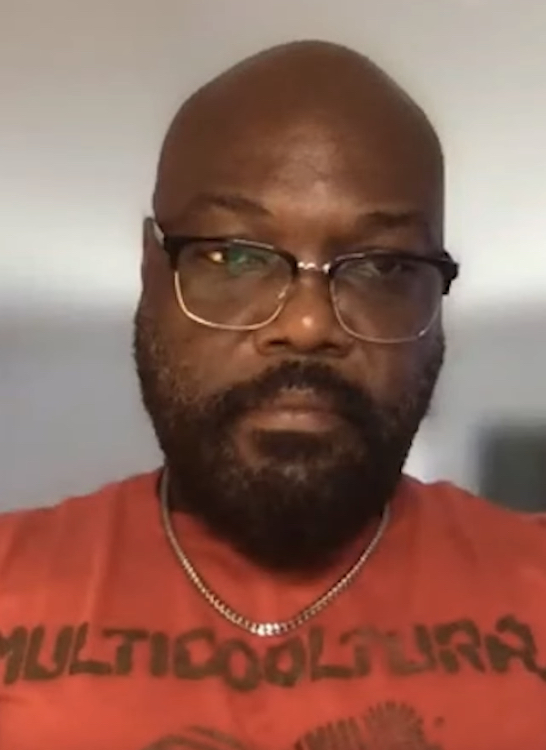
Peter Macon
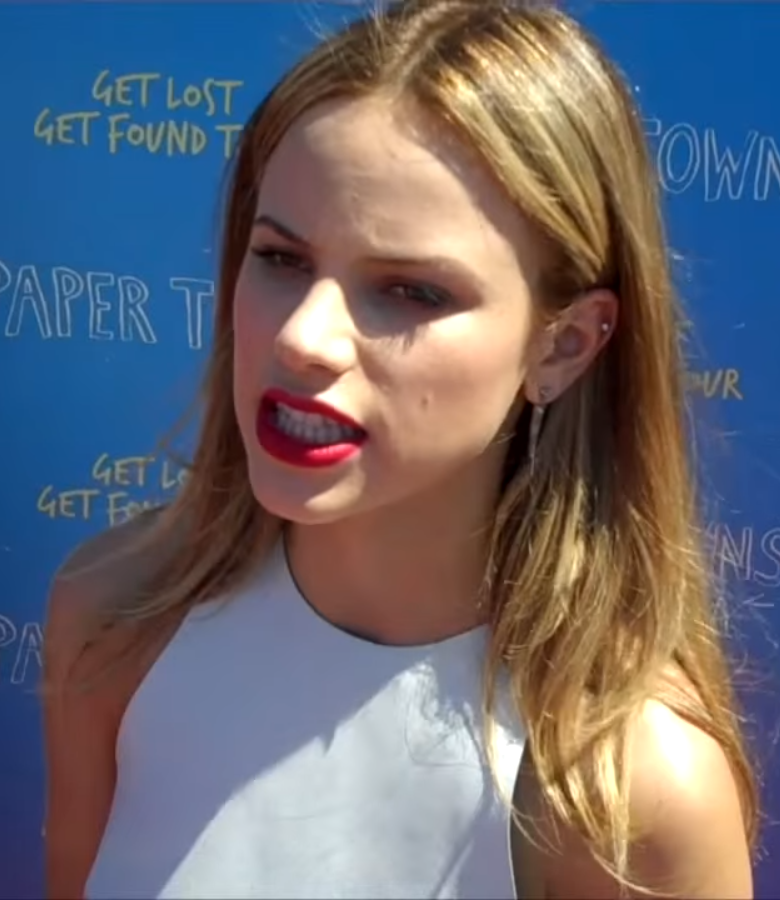
Halston Sage
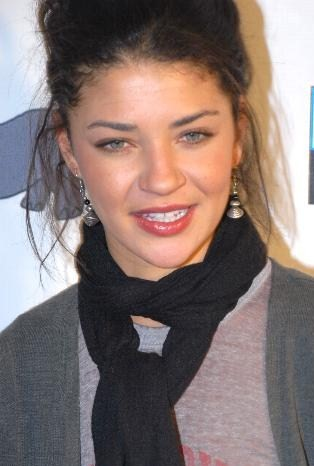
Jessica Szohr
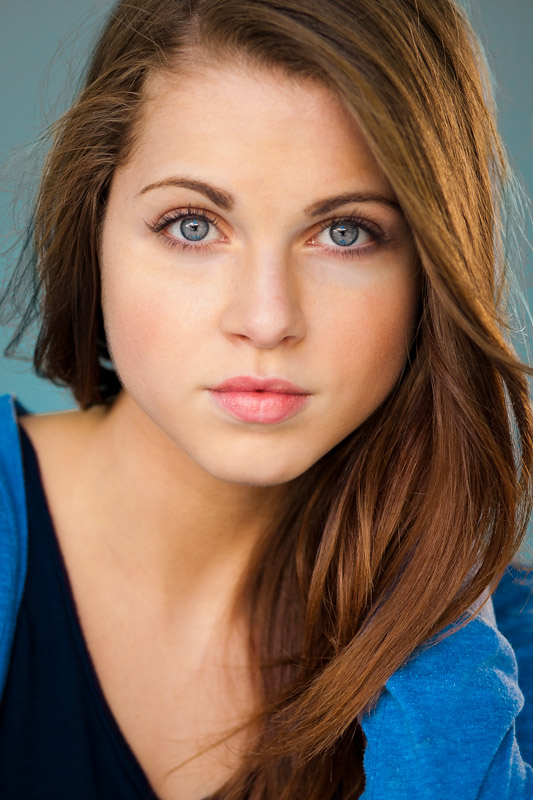
Anne Winters

Die deutsche Synchronisation entsteht nach Dialogbüchern von Katrin Kabbathas und unter der Dialogregie von Harald Wolff durch die Synchronfirma Cinephon Filmproduktion GmbH in Berlin.

### Hauptfiguren
| Rolle                      | Funktionsbereich                              | Rollenhintergrund | Spezies   | Hauptrolle (Folgen) | Gastauftritt (Folgen) | Darsteller           | Synchronsprecher                                          |
| -------------------------- | --------------------------------------------- | --- | --------- | ------------------- | --------------------- | -------------------- | --------------------------------------------------------- |
| Captain Ed Mercer          | Kommandant der USS Orville                    | Kelly Graysons Ex-Mann, ließ sich von Grayson scheiden, weil diese eine Affäre mit dem Retepsianer Darulio hatte | Mensch    | 1.01–               |                       | Seth MacFarlane      | Frank Röth                                                |
| Cmdr. Kelly Grayson        | Erster Offizier                               | Ed Mercers Ex-Frau; setzte sich bei Admiral Halsey für Mercer ein, damit dieser das Kommando über die USS Orville bekommt, einerseits aus Reue wegen ihrer Affäre, und andererseits, weil sie der Überzeugung ist, dass Mercer aufgrund seiner Kompetenz ein Kommando verdient | Mensch    | 1.01–               |                       | Adrianne Palicki     | Susanne Geier                                             |
| Lt. Cmdr. Dr. Claire Finn  | Leitender medizinischer Offizier              | Fachärztin für Molekularchirurgie, Gentechnik und Psychiatrie; alleinerziehende Mutter von Marcus und Ty, die sie durch künstliche Befruchtung bekam, führt eine Beziehung mit Isaac, den sie am Ende der dritten Staffel heiratet | Mensch    | 1.01–               |                       | Penny Johnson Jerald | Heide Domanowski                                          |
| Lt. Gordon Malloy          | Steuermann                                    | Ed Mercers bester Freund, wurde von diesem explizit für die USS Orville angefordert, weil er trotz seiner draufgängerischen Art und seinem Hang zu Scherzen als bester Steuermann der gesamten Flotte gilt | Mensch    | 1.01–               |                       | Scott Grimes         | Michael Deffert (Staffel 1–2) Markus Pfeiffer (Staffel 3) |
| Lt. Cmdr. Bortus           | Zweiter Offizier                              | Dienstältester Führungsoffizier auf der USS Orville, Ehemann von Klyden und einer der beiden Väter von Topa | Moclaner  | 1.01–               |                       | Peter Macon          | Marco Kröger                                              |
| Lt. Alara Kitan            | Sicherheitsoffizier                           | Verfügt wegen der extrem hohen Schwerkraft ihres Heimatplaneten über außergewöhnlich hohe Körperkraft, muss später aus gesundheitlichen Gründen auf ihren Heimatplaneten Xelaya zurückkehren und wird von der Xelayanerin Talla Keyali als Sicherheitsoffizier abgelöst | Xelayaner | 1.01–2.03           | 2.14, 3.10            | Halston Sage         | Victoria Frenz                                            |
| Lt./Lt. Cmdr. John LaMarr  | Navigator (bis 1.10), Chefingenieur (ab 1.11) | Ursprünglich Navigator der USS Orville, löst Lt. Cmdr. Steve Newton als Chefingenieur ab, als dieser die Orville für seinen neuen Job als Designer von Raumstationen verlässt | Mensch    | 1.01–               |                       | J. Lee               | Fabian Oscar Wien                                         |
| Isaac                      | Wissenschaftsoffizier                         | Abgesandter der synthetischen Spezies der Kaylon, wendet sich aus Loyalität gegenüber seinen Kameraden von der USS Orville gegen seine eigene Spezies, als die Kaylon ihren Plan umsetzen wollen, alle biologischen Lebensformen in der Galaxis auszulöschen | Kaylon    | 1.01–               |                       | Mark Jackson         | Nic Romm                                                  |
| Lt./Lt. Cmdr. Talla Keyali | Sicherheitsoffizier                           | Löst Alara Kitan als Sicherheitsoffizierin der USS Orville ab; Captain Mercer forderte explizit wieder jemanden von Xelaya als neuen Sicherheitsoffizier für die USS Orville an, weil Xelayaner wegen der hohen Schwerkraft auf ihrem Heimatplaneten über überragende Körperkraft verfügen | Xelayaner | 2.05–               |                       | Jessica Szohr        | Britta Steffenhagen                                       |
| Ensign Charly Burke        | Navigatorin                                   | Ursprünglich Astrometikerin auf der USS Quimby; nachdem diese in der ersten Schlacht gegen die Kaylon zerstört wird, löst sie auf der USS Orville den zum Chefingenieur beförderten John LaMarr als Navigatorin ab und hegt anfangs wegen der Zerstörung der Quimby eine tiefe Abneigung gegenüber Isaac. Sie wird bei der Zerstörung einer von ihr selbst mitentwickelten Superwaffe getötet und verhindert damit die Vernichtung der gesamten Kaylonier-Zivilisation. | Mensch    | 3.01–3.09           |                       | Anne Winters         | Giovanna Winterfeldt                                      |

### Nebenfiguren

Die Nebendarsteller
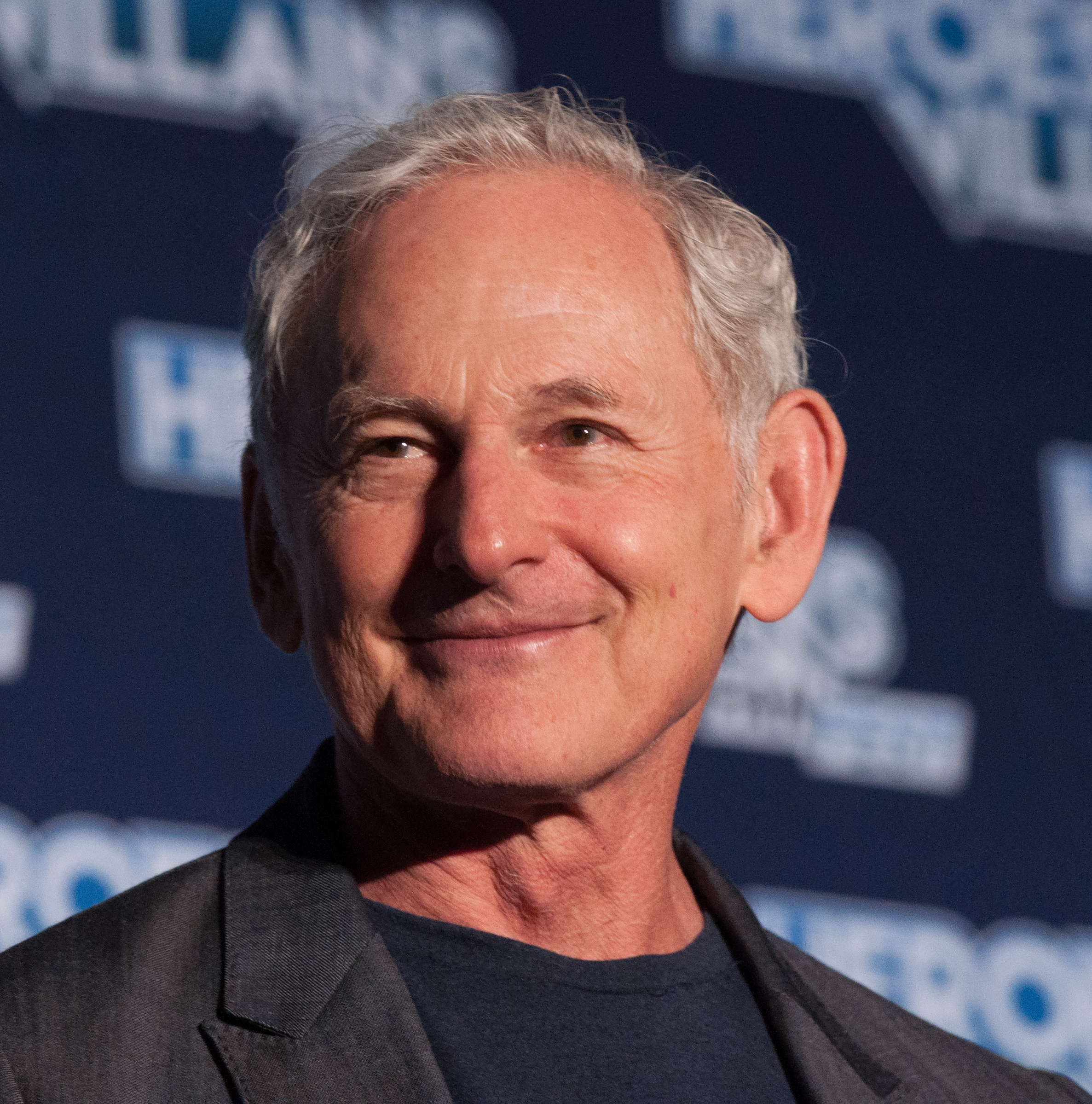
Victor Garber
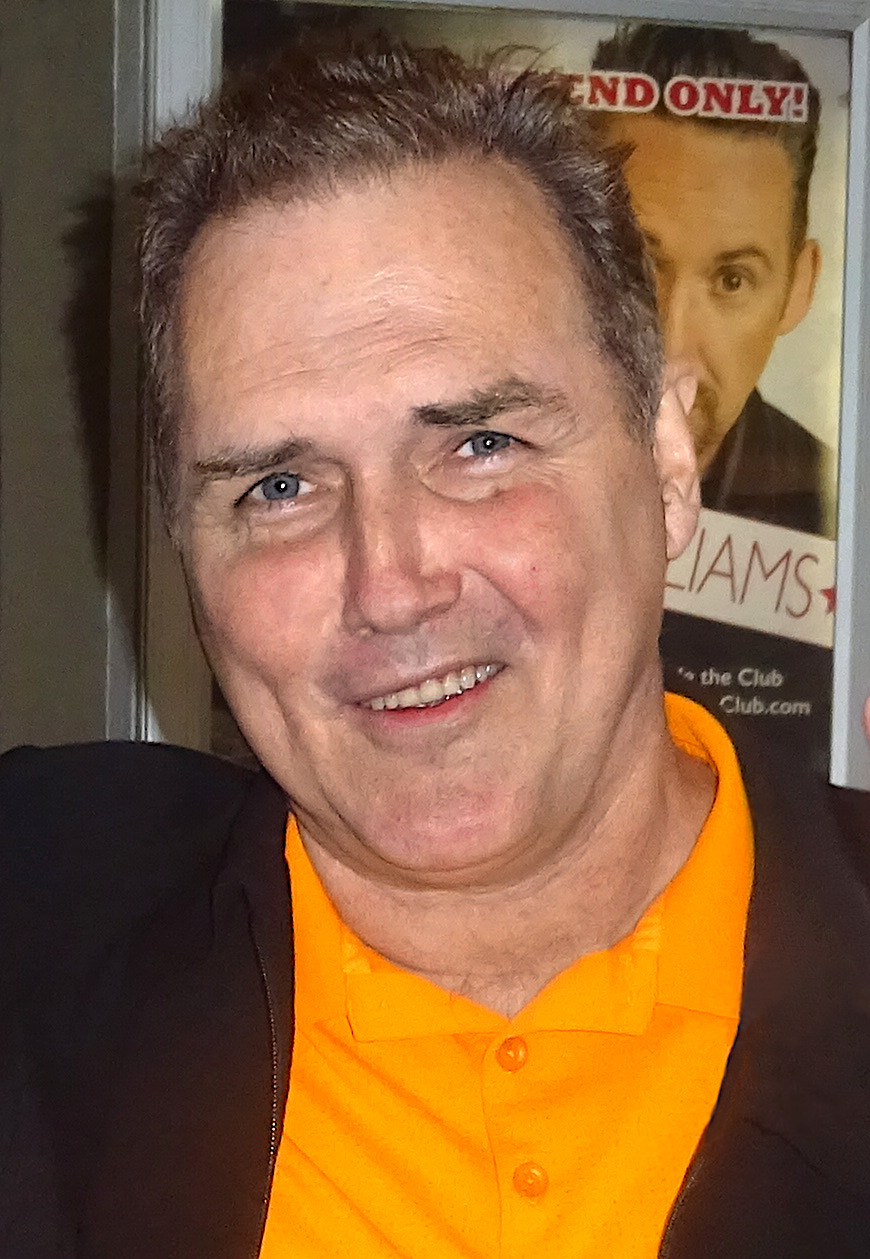
Norm MacDonald
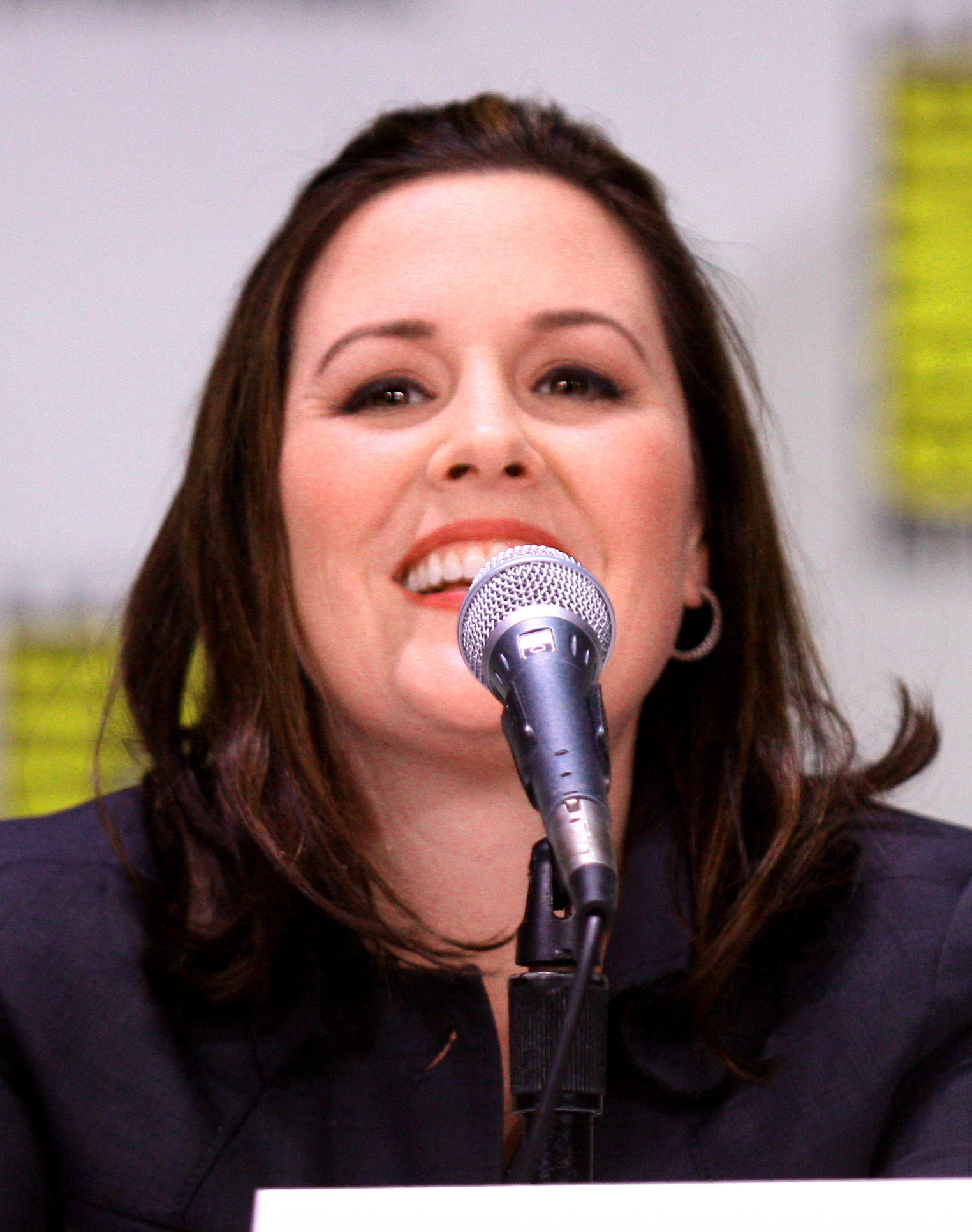
Rachael MacFarlane
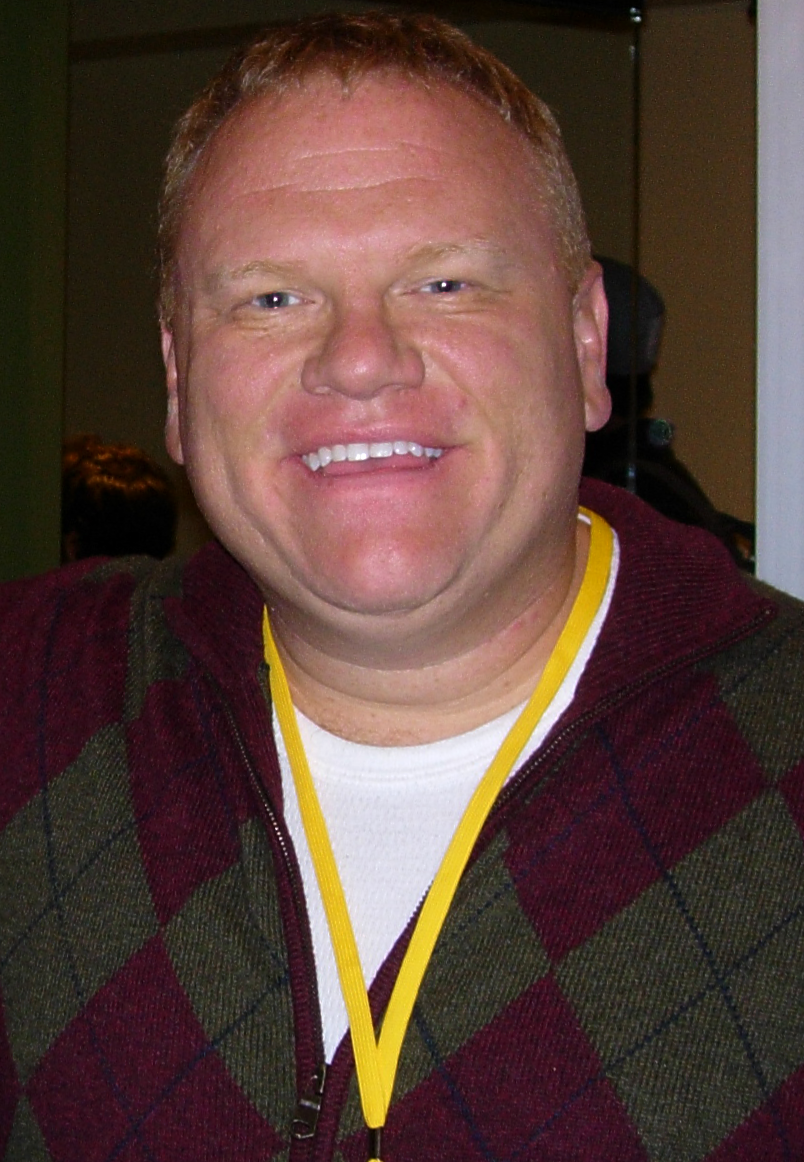
Larry Joe Campbell
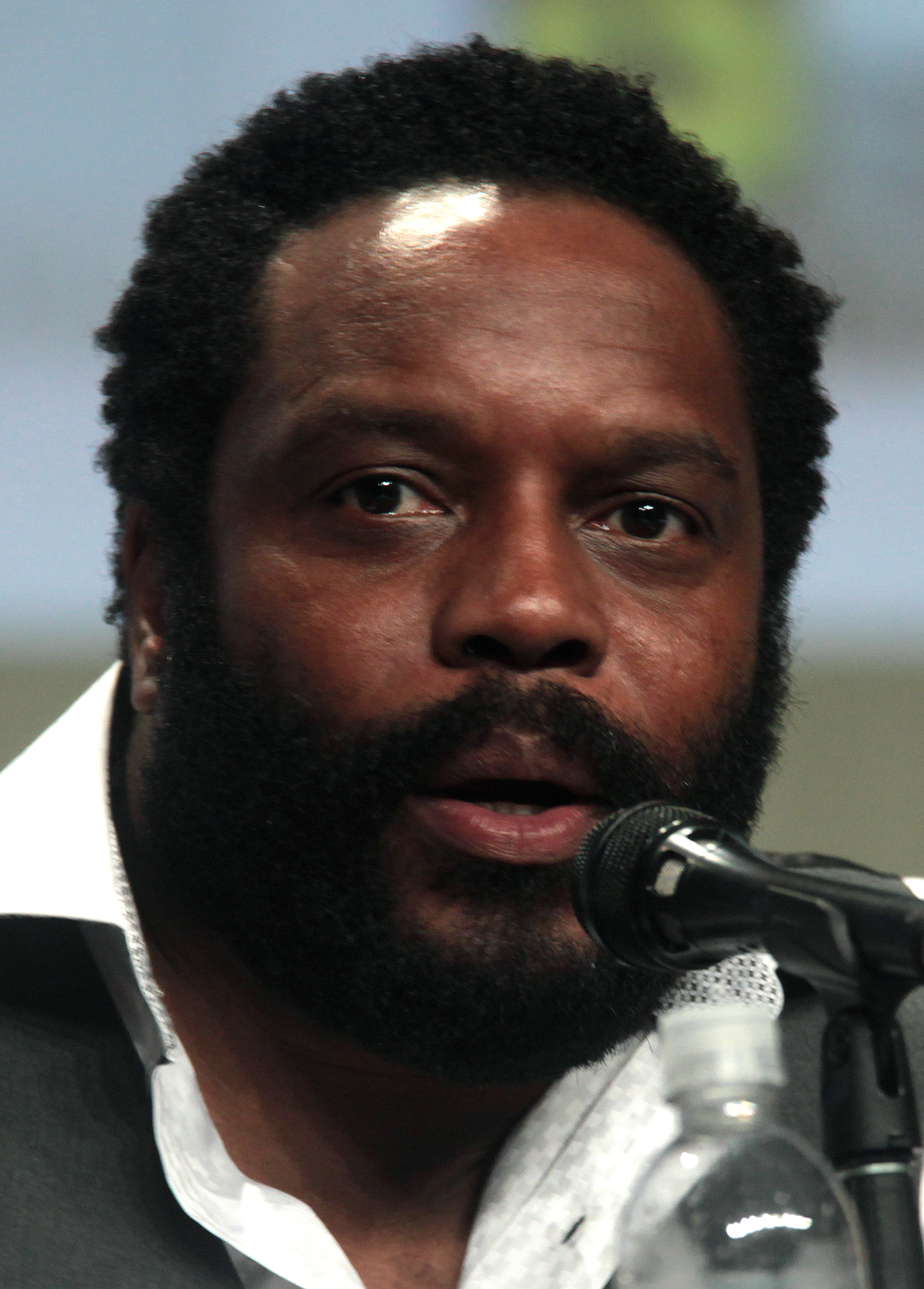
Chad Coleman
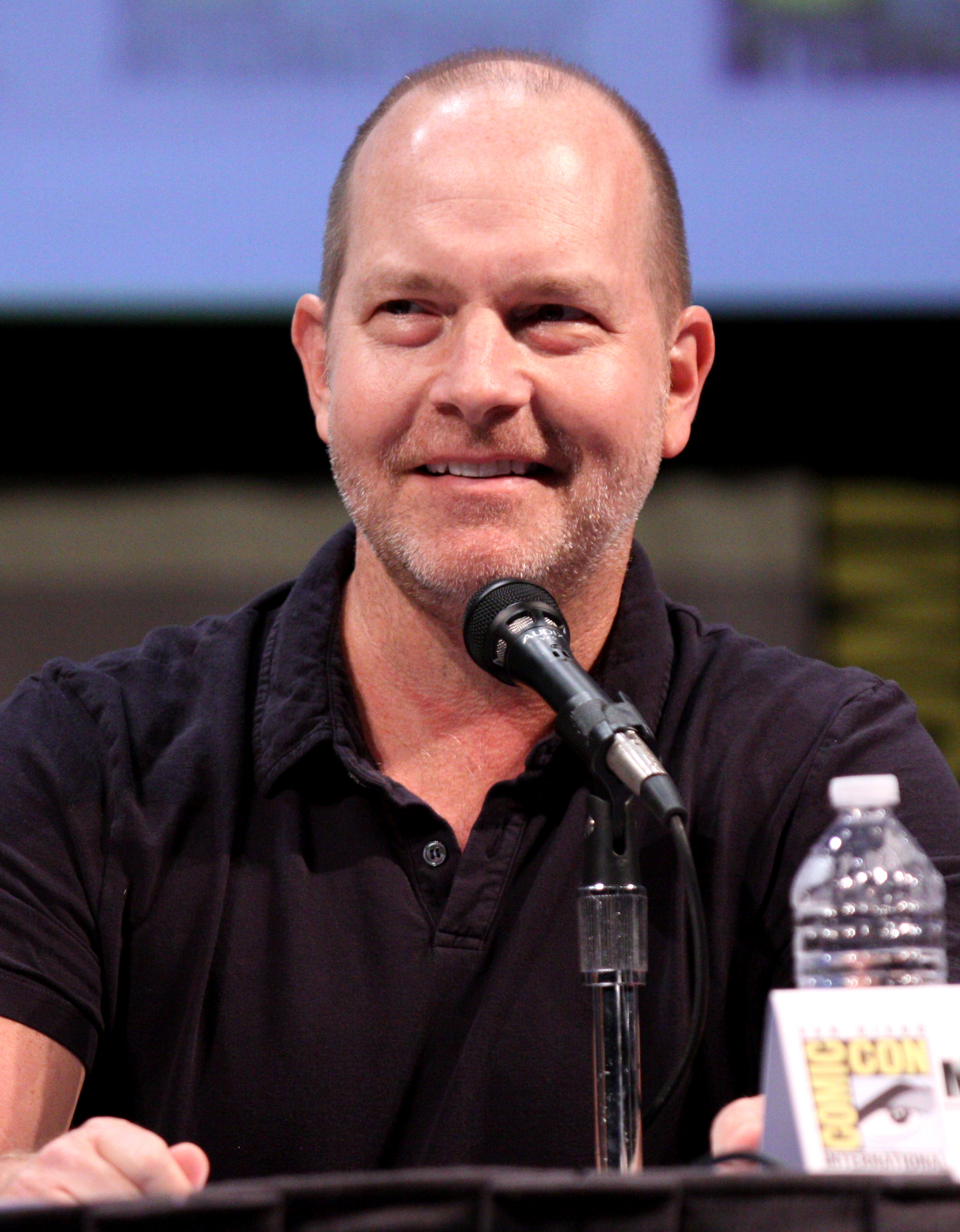
Mike Henry
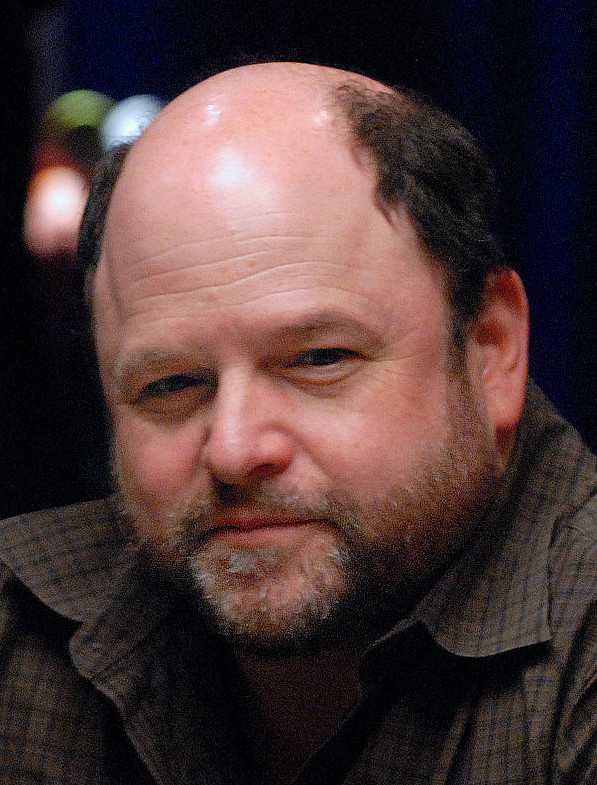
Jason Alexander

| Rolle                  | Funktion / Rolle                                                       | Spezies  | Nebenrolle (Folgen)                                                                | Darsteller         | Synchronsprecher                                        |
| ---------------------- | ---------------------------------------------------------------------- | -------- | ---------------------------------------------------------------------------------- | ------------------ | ------------------------------------------------------- |
| Admiral Halsey         | Direkter Vorgesetzter und guter Freund von Ed Mercer und Kelly Grayson | Mensch   | 1.01, 1.09, 1.11, 2.08–2.09, 2.12–2.13, 3.02, 3.04, 3.07–3.10                      | Victor Garber      | Reinhard Kuhnert                                        |
| Lt. Yaphit             | Ingenieur                                                              | Gelee    | 1.01, 1.03–1.05, 1.08–1.09, 1.11, 2.01–2.03, 2.06–2.07, 2.09–2.11, 2.13–3.01, 3.05 | Norm MacDonald     | Davis Schulz                                            |
| Computerstimme         | Bordcomputer der Orville                                               | —        | 1.04–1.05, 1.08, 1.10, 2.01                                                        | Rachael MacFarlane | Christin Quander                                        |
| Lt. Cmdr. Steve Newton | Chefingenieur                                                          | Mensch   | 1.02–1.05, 1.08, 1.10–1.11                                                         | Larry Joe Campbell | Tobias Lelle                                            |
| Klyden                 | Bortus’ Ehemann                                                        | Moclaner | 1.02–1.04, 1.09, 1.12, 2.01–2.02, 2.05–2.09, 2.11–2.13, 3.05, 3.08–3.10            | Chad Coleman       | Milton Welsh                                            |
| Topa                   | Bortus’ und Klydens Tochter / Sohn                                     | Moclaner | 1.03–1.04, 1.09                                                                    | unbekannt          | — (keine Sprechrolle)                                   |
| Topa                   | Bortus’ und Klydens Tochter / Sohn                                     | Moclaner | 2.01–2.02, 2.05–2.09, 2.12                                                         | Blesson Yates      | Thoralf Theusner                                        |
| Topa                   | Bortus’ und Klydens Tochter / Sohn                                     | Moclaner | 3.05, 3.08–3.10                                                                    | Imani Pullum       | Emilia Raschewski                                       |
| Marcus Finn            | Dr. Finns älterer Sohn                                                 | Mensch   | 1.08–1.09, 1.11, 2.01, 2.06, 2.08–2.09, 2.14–3.01, 3.10                            | BJ Tanner          | Oliver Szerkus                                          |
| Ty Finn                | Dr. Finns jüngerer Sohn                                                | Mensch   | 1.08–1.09, 1.11, 2.01, 2.06, 2.08–2.09, 2.14–3.01, 3.05, 3.10                      | Kai Wener          | Carlos Fanselow (Staffel 1) Julius Ernst (ab Staffel 2) |
| Lt. Henry Park         | Krankenpfleger                                                         | Mensch   | 1.09–1.10, 2.02                                                                    | Gavin Lee          | Jeremias Koschorz                                       |
| Lt. Dann               | Ingenieur                                                              |          | 1.09, 1.11, 2.01–2.02, 2.05–2.08, 2.10, 3.01                                       | Mike Henry         | Hans Hohlbein                                           |
| Olix                   | Barkeeper auf der USS Orville                                          |          | 2.01, 2.03, 2.05, 2.08                                                             | Jason Alexander    | Sven Brieger                                            |

### Gastauftritte
| Rolle                    | Funktion / Rolle                                            | Spezies             | Nebenrolle (Folgen)                           | Darsteller        | Synchronsprecher         |
| ------------------------ | ----------------------------------------------------------- | ------------------- | --------------------------------------------- | ----------------- | ------------------------ |
| Darulio                  | Archäologe, Kelly Graysons Affäre                           | Retepsianer         | 1.01, 1.09                                    | Rob Lowe          | Dietmar Wunder           |
| Dr. Aronow               | Wissenschaftler und Leiter der Forschungsstation Epsilon II | Mensch              | 1.01                                          | Brian George      | Helmut Gauß              |
| Admiral Tucker           | Admiral der Planetarischen Union                            | Mensch              | 1.02, 1.07, 2.12                              | Ron Canada        | Jürgen Kluckert          |
| Ben Mercer               | Vater von Ed Mercer                                         | Mensch              | 1.02                                          | Jeffrey Tambor    | Rainer Gerlach           |
| Jeannie Mercer           | Mutter von Ed Mercer                                        | Mensch              | 1.02                                          | Holland Taylor    | Kerstin Sanders-Dornseif |
| —                        | Strafrichter der Moclaner                                   | Moclaner            | 1.03                                          | Jonathan Adams    | Thomas Kästner           |
| Heveena                  | Schriftstellerin und moclanische Rebellenführerin           | Moclaner            | 1.03, 2.12, 3.05, 3.08                        | Rena Owen         | Sabine Arnhold           |
| Hamelac                  | Religiöser Führer und Diktator                              | Dorahlian           | 1.04                                          | Robert Knepper    | Bernd Vollbrecht         |
| Captain Jahavus Dorahl   | Kommandant eines dohralianischen Generationenschiffs        | Dorahlian           | 1.04                                          | Liam Neeson       | Bernd Rumpf              |
| Pria Lavesque            | Zeitreisende aus der Zukunft                                | Mensch              | 1.05                                          | Charlize Theron   | Bianca Krahl             |
| Admiral Ozava            | Kommandantin des Flaggschiffs USS Olympia                   | Mensch              | 1.06, 1.12, 2.02, 2.12, 3.04, 3.06, 3.08–3.09 | Kelly Hu          | Gundi Eberhard           |
| Teleya / Lt. Janel Tyler | Lehrerin, Undercover-Agentin, Kanzlerin                     | Krill               | 1.06, 2.01, 2.04, 3.04, 3.09                  | Michaela McManus  | Mareile Moeller          |
| Lysella                  | Barista auf dem Planeten Sargus 4                           | Sargun              | 1.07, 3.10                                    | Giorgia Whigham   | Maria Hönig              |
| Drogen                   | Überlebender eines Krieges                                  |                     | 1.08                                          | Brian Thompson    | Leon Boden               |
| Kanoot                   | Karaoke-Ansager                                             |                     | 1.09                                          | Ralph Garman      | Nico Birnbaum            |
| —                        | Navarianischer Botschafter                                  | Navarianer          | 1.09                                          | J. Paul Boehmer   | Matthias Scherwenikas    |
| —                        | Bruidianischer Botschafter                                  | Bruidianer          | 1.09                                          | Derek Mears       | Thomas Petruo            |
| Ildis Kitan              | Vater von Alara Kitan                                       | Xelayaner           | 1.10, 2.03                                    | Robert Picardo    | Stefan Staudinger        |
| Drenala Kitan            | Mutter von Alara Kitan                                      | Xelayaner           | 1.10, 2.03                                    | Molly Hagan       | Andrea Aust              |
| Mooska                   | Barkeeper auf der USS Orville                               |                     | 2.01, 2.13                                    | Will Sasso        | Nikolaus Gröbe           |
| Cassius                  | Lehrer und (Ex-)Freund von Kelly                            | Mensch              | 2.01, 2.04–2.07                               | Chris Johnson     | Till Endemann            |
| Cambis Borrin            | Vater von Prof. Galdus Harona                               | Xelayaner           | 2.03                                          | John Billingsley  | Tonio von der Meden      |
| Solana Kitan             | Schwester von Alara Kitan                                   | Xelayaner           | 2.03                                          | Candice King      | Yvonne Greitzke          |
| Lt. Tharl                | Interim-Sicherheitsoffizier                                 |                     | 2.03–2.04                                     | Patrick Warburton | Hans-Eckart Eckhardt     |
| Präfekt                  | Regierungschef auf Regor 2                                  | Regorianer          | 2.05                                          | John Rubinstein   | Hans Bayer               |
| Admiral Perry            | Admiral der Planetarischen Union                            | Mensch              | 2.05, 2.10, 2.12, 3.04, 3.09                  | Ted Danson        | Peter Reinhardt          |
| Locar                    | Ingenieur, Ex-Freund von Bortus                             | Moclaner            | 2.07                                          | Kevin Daniels     | Ralf David               |
| Groogen                  | Freund von Cassius                                          | Katrudianer         | 2.07                                          | Bruce Willis      | Manfred Lehmann          |
| Captain Marcos           | Captain der Planetarischen Union                            | Mensch              | 2.09                                          | Carlos Bernard    | Otto Strecker            |
| Laura Huggins            | New Yorkerin aus dem 21. Jahrhundert                        | Mensch              | 2.11, 3.06                                    | Leighton Meester  | Mia Diekow               |
| Dr. Sherman              | Historiker                                                  | Mensch              | 2.11                                          | Tim Russ          | Christian Toberentz      |
| —                        | Lehrerin auf der USS Orville                                | Mensch              | 2.12                                          | Marina Sirtis     | Arianne Borbach          |
| —                        | Vorsitzender des Planetarischen Unionsrates                 | Xelayaner           | 2.12                                          | F. Murray Abraham | Thomas Kästner           |
| Dojin                    | Moclanischer Delegierter                                    | Moclaner            | 2.12                                          | Tony Todd         | Oliver Stritzel          |
| Admiral Christie         | Admiral der Planetarischen Union                            |                     | 3.02                                          | James Read        | Helmut Gauß              |
| Dinal                    | Forscherin aus ferner Zukunft                               |                     | 3.03                                          | Elizabeth Gillies | Patrizia Carlucci        |
| Alcuzan                  | Präsident der Planetarischen Union                          |                     | 3.04, 3.08–3.09                               | Bruce Boxleitner  | Joachim Tennstedt        |
| Dolly Parton             | Sängerin und Inspiration für Heveena                        | Mensch (Simulation) | 3.08                                          | Dolly Parton      | Philine Peters-Arnolds   |

## Produktion
Für Seth MacFarlane ging mit der Produktion der Serie ein Kindheitstraum in Erfüllung. Er ist ein großer Fan von Serien wie Star Trek und The Twilight Zone und wollte schon seit langem in einem vergleichbaren Projekt mitspielen. Im Mai 2016 gab Fox dem Projekt grünes Licht und bestellte eine erste Staffel mit 13 Episoden. Die Produktion der Pilotepisode begann Ende 2016. Die Dreharbeiten für die weiteren Folgen begannen im Frühjahr 2017 und endeten am 23. August 2017. Die US-Ausstrahlung begann am 10. September 2017 auf Fox. Die ersten beiden Episoden wurden dabei jeweils im Anschluss an eine Football-Übertragung der NFL gezeigt. Aus Termingründen wurden nur zwölf Episoden ausgestrahlt; die dreizehnte erschien im Rahmen der zweiten Staffel.
Im Mai 2019 wurde die Serie um eine dritte Staffel verlängert, deren Ausstrahlung ursprünglich für Ende 2020 geplant war und den Zusatztitel „New Horizons“ trägt. Aufgrund der COVID-19-Pandemie im Jahr 2020 wurden die bereits stattfindenden Dreharbeiten im März unterbrochen. Laut Seth MacFarlane waren die aufwendigen Maskeneffekte und der damit verbundene Körperkontakt mit vielen Menschen einer der Gründe für die Unterbrechung. Im Februar 2022 wurde eine erneute Verschiebung des zunächst für März 2022 neu angesetzten Starttermins der dritten Staffel bekanntgegeben. Diese wurde schließlich ab dem 2. Juni 2022 beim US-Streaminganbieter Hulu (international auf Disney+) ausgestrahlt. Die deutschsprachige Erstausstrahlung sendete der deutsche Free-TV-Sender ProSieben ab dem 2. Januar 2023. Aufgrund von Exklusivrechten für ProSieben und Joyn veröffentlichte Disney+ die neuen Folgen im deutschsprachigen Raum erst mit zwei Wochen Verzögerung.

## Sonstiges
- Die Länge der Folgen überschreitet in der 3. Staffel häufig eine Stunde und erreicht mehrmals Spielfilmlänge.
- Es erfolgen mehrere Gastauftritte von Serienstars der 80er und 90er Jahre, diese Zeiten hat McFarlane mehrmals als seine Lieblingsjahrzehnte bezeichnet.

## Bezüge zu Star Trek
Das Konzept der Serie ist an das von Raumschiff Enterprise und dessen Nachfolgeserien angelehnt. Mehrere Star-Trek-Veteranen wie Brannon Braga, Jonathan Frakes und Robert Duncan McNeill sind in der Regie von The Orville involviert. Penny Johnson Jerald, die Darstellerin von Dr. Finn, hatte bereits einen Auftritt in einer Folge von Raumschiff Enterprise – Das nächste Jahrhundert und eine wiederkehrende Nebenrolle in der Serie Star Trek: Deep Space Nine. Scott Grimes, Darsteller von Gordon Malloy, hatte 1989 einen Gastauftritt in der dritten Staffel von Raumschiff Enterprise – Das nächste Jahrhundert. Zwei Dialogszenen mit ihm fielen allerdings dem Schnitt zum Opfer, so dass es in der finalen Fassung nur bei einem Statistenauftritt blieb. Robert Picardo, der holografische Doktor aus Star Trek: Raumschiff Voyager, ist in zwei Episoden in einer Gastrolle als Vater von Alara Kitan zu sehen. Molly Hagan, welche die Mutter von Alara Kitan darstellt, spielte in der Star-Trek-Deep-Space-Nine-Episode „Der Plan des Dominion“ eine Vorta, Eris, und war damit die erste Vertreterin dieser Spezies. Ebenso hatten John Billingsley, Darsteller von Doktor Phlox aus Star Trek: Enterprise, Tim Russ, Darsteller von Tuvok in Star Trek: Raumschiff Voyager und Marina Sirtis, Darstellerin von Counselor Deanna Troi aus Raumschiff Enterprise – Das nächste Jahrhundert einen Gastauftritt in Staffel 2. Zahlreiche Nebenrollen wurden mit ehemaligen Nebenrollendarstellern aus den Star-Trek-Serien besetzt.
Auch bei den dargestellten Technologien gibt es verschiedene Ähnlichkeiten zur Star-Trek-Technologie. So können in beiden fiktiven Universen Objekte außerhalb des Raumschiffs mit Traktorstrahlen gehalten oder an Bord genommen werden. Die Reise mit Überlichtgeschwindigkeit wird bei Star Trek mit dem Warp-Antrieb ermöglicht, bei The Orville mit dem Quantenantrieb. Statt Holodeck wird auf der Orville die Bezeichnung Simulator verwendet, statt Replikatoren werden mit Synthesizern Nahrungsmittel und andere Objekte hergestellt. Physikalische und medizinische Größen werden bei Star Trek mit handlichen Tricordern gemessen, auf der Orville mit Comscannern. Auch die Plätze auf der Brücke für den Kapitän, den Ersten Offizier, die Steuerleute und die technischen Abteilungen sind auf der Enterprise und der Orville ähnlich angeordnet.
Die Vereinigung vieler Völker zur friedlichen Koexistenz und gemeinsamen Verteidigung, deren Mitglied auch die Menschheit ist, nennt sich im Star-Trek-Universum Die Vereinigte Föderation der Planeten, im Orville-Universum nennt sie sich Planetare Union.

## Rezeption
Die Serie wurde im Vergleich mit dem fast gleichzeitig gestarteten Star Trek: Discovery auch als die „bessere Star-Trek-Serie“ bezeichnet. Als „ein Kind des linearen Fernsehen“ entfalte die Serie einen „TNG-Retro-Charme, der fast unwiderstehlich ist“. Wie einst TNG stelle die Serie „Menschlichkeit und harmonisches Miteinander in den Mittelpunkt“.
Serienjunkies.de vergab zum Serienstart 3,5 von 5 Sternen für die Episode Alte Wunden und beschrieb die Serie als „verdammt lustig“. Weiter wurde konstatiert, dass „nicht jeder Gag“ treffe, „einige Charaktere noch rudimentär gezeichnet und die Handlung des Auftakts altbekannt“ seien. Dafür machten jedoch der „Retrocharme […], viele Momente zum Schmunzeln und ein Herz am rechten Fleck“ vieles wett.
Quotenmeter.de schrieb, dass die zweite Staffel „lustiger“ und „noch besser“ sei. Die zunächst eher als Klamauk beworbene Serie sei demnach mit der zweiten Staffel „nebenbei auch noch erwachsen“ geworden.